# Markus Rooth
Markus Rooth (* 21. Dezember 2001 in Oslo) ist ein norwegischer Leichtathlet und Olympiasieger, der im Zehnkampf antritt. Bei den Olympischen Spielen 2024 gewann er die Goldmedaillen in dieser Disziplin.

## Sportliche Laufbahn
Markus Rooth bestreitet seit 2017 Mehrkampfwettkämpfe. In jenem Jahr nahm er an einem U18-Mehrkampfwettkampf für Skandinavien in Finnland teil und belegte im Zehnkampf den dritten Platz. Ende Juli nahm er in Ungarn am Europäischen Olympischen Jugendfestival teil. Einzeln trat er im Hürdenlauf an, ohne den Vorlauf beenden zu können. Später konnte er mit der 4-mal-100-Meter-Staffel die Silbermedaille gewinnen. 2018 trat er während der Hallensaison bei den U18-Hallenmeisterschaften Norwegens an und konnte dort den Siebenkampf gewinnen. Anfang Juni gewann er bei den gleichen Meisterschaften im Zehnkampf im Freien die Silbermedaille. Einen Monat später trat er in Ungarn bei den U18-Europameisterschaften an, bei denen er mit 7253 Punkten den siebten Platz belegte. 2019 stieg er in der Altersklasse U20 auf. Zunächst wurde er norwegischer U20-Hallenmeister im Siebenkampf. Im Sommer konnte er weitere U20-Meistertitel gewinnen, etwa über 110 Meter Hürden und im Stabhochsprung. Anfang April gewann siegte er bei einem Zehnkampfevent in den USA. Ende Juli nahm er an den U20-Europameisterschaften in Schweden teil. Dort stellte er mit 7692 eine neue Bestpunktzahl auf, womit er die Bronzemedaille gewinnen konnte. 2020 trat Rooth zum ersten Mal bei den norwegischen Mehrkampfmeisterschaften der Erwachsenen an, konnte den Wettkampf allerdings nicht beenden. Ende Juni desselben Jahres absolvierte er in Oslo einen Zehnkampf mit 8238 Punkten, wobei er in sieben Teildisziplinen neue Bestleistungen aufstellte, die ihn auf Platz 2 der U20-Allzeittweltbestenliste, hinter Niklas Kaul, platzierten.
2021 erreichte Rooth die Altersklasse U23. Im Sommer trat er bei den U23-Europameisterschaften in Tallinn an. Dort blieb er knapp unterhalb der 8000-Punkte-Marke, dennoch konnte er die Bronzemedaille gewinnen. 2022 absolvierte er im Frühjahr einen Zehnkampf in Grosseto, wobei er mit 8307 Punkten den alten Nationalrekord von Martin Roe um 79 Punkte übertraf und sich gleichzeitig für die Europameisterschaften im August in München qualifizierte. Letztendlich konnte er dort allerdings nicht an den Start gehen. Ende Mai 2023 verlor Rooth zunächst den Nationalrekord mit 8561 Punkten an Sander Skotheim. Im Juli traten dann beide bei den U23-Europameisterschaften im finnischen Espoo an. Dort konnte sich Rooth in sechs Teildisziplinen verbessern und gewann vor Skotheim mit Meisterschaftsrekord und Nationalrekord von 8608 Punkten den Europameistertitel. Im August belegte er bei seinem WM-Debüt bei den Weltmeisterschaften in Budapest den achten Platz. Den nationalen Rekord verlor er im Juni 2024 erneut an Skotheim, als dieser bei den Europameisterschaften in Rom mit 8635 Punkten Zweiter wurde. Kaum zwei Monate später stellte Rooth bei den Olympischen Spielen in Paris sechs persönliche Bestleistungen auf, wodurch er den Sieg errang und den norwegischen Rekord auf 8796 Punkte erhöhte. In Folge seiner Erfolge aus dem Jahr 2024 wurde er bei der norwegischen Sportgala Idrettsgallaen im Januar 2025 in den Kategorien „Durchbruch des Jahres“, „Männlicher Sportler des Jahres“ und „Name des Jahres“ ausgezeichnet. 2025 erreichte sein Dauerrivale Skotheim beim Meeting in Götzis 8909 Punkte, womit der norwegische Landesrekord erneut zwischen den beiden wechselte.

## Wichtige Wettbewerbe
| Jahr                 | Veranstaltung             | Ort                  | Platz                | Disziplin            | Punktzahl            |
| Startet für Norwegen | Startet für Norwegen      | Startet für Norwegen | Startet für Norwegen | Startet für Norwegen | Startet für Norwegen |
| -------------------- | ------------------------- | -------------------- | -------------------- | -------------------- | -------------------- |
| 2018                 | U18-Europameisterschaften | Győr                 | 7.                   | Zehnkampf            | 7253 Punkte          |
| 2019                 | U20-Europameisterschaften | Borås                | 3.                   | Zehnkampf            | 7692 Punkte          |
| 2021                 | U23-Europameisterschaften | Tallinn              | 3.                   | Zehnkampf            | 7967 Punkte          |
| 2023                 | U23-Europameisterschaften | Espoo                | 1.                   | Zehnkampf            | 8608 Punkte          |
| 2023                 | Weltmeisterschaften       | Budapest             | 8.                   | Zehnkampf            | 8491 Punkte          |
| 2024                 | Olympische Spiele         | Paris                | 1.                   | Zehnkampf            | 8796 Punkte          |

## Persönliche Bestleistungen
Freiluft:
- 100 m: 10,71 s, 2. August 2024, Paris
- Weitsprung: 8,01 m, 10. Juni 2024, Rom
- Kugelstoßen: 15,31 m, 15. Juli 2023, Espoo
- Hochsprung: 2,03 m, 15. Juli 2023, Espoo
- 400 m: 47,69 s, 2. August 2024, Paris
- 110 m Hürden: 14,23 s, 2. Juli 2023, Göteborg
- Diskuswurf: 49,80 m, 3. August 2024, Paris
- Stabhochsprung: 5,30 m, 3. August 2024, Paris
- Speerwurf: 66,87 m, 3. August 2024, Paris
- 1500 m: 4:29,66 min, 16. Juli 2023, Espoo
- Zehnkampf: 8796 Punkte, 2./3. August 2024, Paris

Halle:
- 60 m: 7,09 s, 28. Dezember 2020, Bærum
- Weitsprung: 7,25 m, 18. Januar 2020, Hvam
- Kugelstoßen: 15,21 m, 28. Dezember 2020, Bærum
- Hochsprung: 1,95 m, 9. Februar 2020, Bærum
- 60 m Hürden: 8,03 s, 19. Januar 2020, Hvam
- Stabhochsprung: 4,80 m, 19. Januar 2020, Hvam
- 1000 m: 2:48,24 min, 19. Januar 2020, Hvam
- Siebenkampf: 5798 Punkte, 19. Januar 2020, Hvam

## Sonstiges
Markus Rooth startet für die Club IK Tjalve aus Oslo. Er stammt aus einer sportbegeisterten Familie. Sein Vater und seine Onkel waren allesamt in der Leichtathletik aktiv. Seine Cousine ist die 400-Meter-Hürdenläuferin Andrea Rooth.